# ウォルデマール・ハフキン
ウォルデマール・モーデッカイ・ウォルフ・ハフカイン（英語: Waldemar Mordechai Wolff Haffkine; CIE (ウクライナ語: Володимир Мордехай-Вольф Хавкін; ロシア語: Мордехай-Вольф Хавкин; 1860年5月15日 – 1930年10月26日）は、旧ロシア帝国の細菌学者で、後にフランス人として帰化した。フランスのパリのパスツール研究所において、抗コレラワクチンを開発し、自己の身体で治験を行って以来、インドにおいて成功裏に納めた。コレラと腺ペストのワクチンを開発して使用した世界初の微生物学者でもある。「人類の救世主」とジョゼフ・リスター卿は言っている。
当時のヨーロッパの科学学校に従事したウクライナ出身のユダヤ系人は、ヒンドゥー教徒とイスラム教徒の命を救ったとして、ウィリアム1世とアルフレッド大王の子孫によって受け継がれ、1897年にビクトリア女王からインド帝国勲章（CIE）を授与されている。

## 早年
ウラジミール・アーロノヴィッチ・モルデカイ・ウルフ・チャブキン（ロシア語: Владимир (Маркус-Вольф) Аaронович Хавкин; 英語: Vladimir Aaronovich Mordecai Wolf Chavkin）は、アーロンとロザリー(David-AïsicLandsbergの娘)の5人の子供のうちの４人目のウクライナ人として生まれ、オデッサ、ベルジャンシク、サンクトペテルブルグ
で教育を受ける。
オデッサにおいてユダヤ防衛同盟のメンバーでもあった。ポグロム（集団的迫害行為）で負傷して逮捕されたが、生物学者のイリヤ・メチニコフにより釈放されている。
皇帝アレクサンドル2世の暗殺によって知識階層の取締が背景にあった。1879年から1883年の間イリヤ・メチニコフに師事していた。1882年から1888年において、オデッサの動物博物館に勤務していた。当時、ユダヤ人であったため1888年には教授職を追放され、後にスイスへ移住してジュネーヴ大学で働いた。1889年にはパリに設立されたパスツール研究所において、メチニコムとルイ・パスツールのもとで、唯一の司書として働いた。

## 研究生活
イリヤ・メチニコフの指導のもと、オデッサ大学と後のパリのパスツール研究所で原生生物学者としてのキャリアを積み。初期にはミドリムシやゾウリムシなどの原生生物とゾウリムシの寄生性桿菌であるホロスポラ属に関する研究で1980年初頭には実用的な細菌学の研究に注視していた。
ユーグレナ藻のKhawkinea属は、ハフカインのユーグレナ藻の初期の研究にちなんで名付けられ、キリル文字から「Mardochée-WoldemarKhawkine」として翻訳された著者名でフランスの雑誌に最初に掲載されている。

## 抗コレラワクチン
コレラワクチンの開発に集中していた当時、弱毒化した細菌を生産した。1892年7月18日に自身による治験を行い生物学会に報告している。
当時、エピデミック中のインド植民地では数十万人が死亡しており、ワクチンのフィールドテストというアイデアを英国大使としてパリに在住していたダッフェリン侯爵とアヴァ侯爵を通じてイギリスで許認可を得てから1893年にインドへ渡航している。1896年バイカラに研究所を設立、後にパレルに移りハフカイン研究所に移り変わってペストの研究に取り組み、1902年には350万人に接種を行った。1902年10月30日マルコワルで接種された107人中19人は破傷風で死亡している。そのため一時的にワクチンの接種は中断された。カルカッタにおいて生物学の研究所の所長に再任されている。1915年には引退し、マラリアに感染してしまったためフランスに帰国している。

## 抗ペストワクチン
1920年代に破傷風やジフテリアに奏効するワクチンとは別に、腺ペストにまつわる免疫学的な理論は確立されておらず、1896年10月ボンベイでエピデミックが発生した際には政府から助成を受けてグラントメディカルカレッジの仮設研究所でワクチンの開発に着手した。1897年1月10日に自ら治験に挑むと同時に開発されたワクチンはバイカラ刑務所内のボランティアに接種され、生存者のほかに対照群の受刑者7人が死亡したことを受けて初期のワクチンは副作用を伴って50％リスクが減少したとしている。
1898年旧ロシア帝国でコレラが発生し、ハフキンのリンパ液と呼ばれるワクチンが数千人の命を救ったとされている。一方でインドでは400万人の接種に達していた。ボンベイのペスト研究所の所長を務めた。1900年にはエディンバラ大学でキャメロン賞を受賞した。
毒性のある培養物を60℃で滅菌することで弱毒化した予防のためのワクチンを最初に作成した。しかし、肺腺ペストに対する効果には限界があった。

## シオニズム
1898年オスマン帝国のパレスチナにユダヤ人を定住させようと、アブデュルハミト2世国王に率いるアーガー・ハーン3世にアプローチしている。しかしこの計画は失敗に終わっている。

## リトルドレフェス事件
1902年インドの村人19人がワクチン接種後に破傷風で死亡したことから起訴されて公職から追放されイギリスに帰国している。ユダヤ人を背景とした宗教を思い起こさせるものとして公式にされなく、リスター研究所が再調査した結果、助手が汚れたボトルキャップを滅菌せずに使用したことにあった。1907年7月にロナルド・ロス（マラリア研究によるノーベル賞受賞）やR.F.C.リース（バーミンガム大学病理学研究所の創設者）、ウィリアムR.スミス（王立公衆衛生研究所評議会の会長）、サイモン・フレクスナー（ニューヨーク市ロックフェラー研究所所長）などの署名により無罪判決とつながった。
これらワクチン接種の事件に関連するインド内務省の公的情報は、ハフカインの日記とともにマイクロフィルムに納められ、米国メリーランド州ベセスダの国立医学図書館で公開されている。

## 晩年

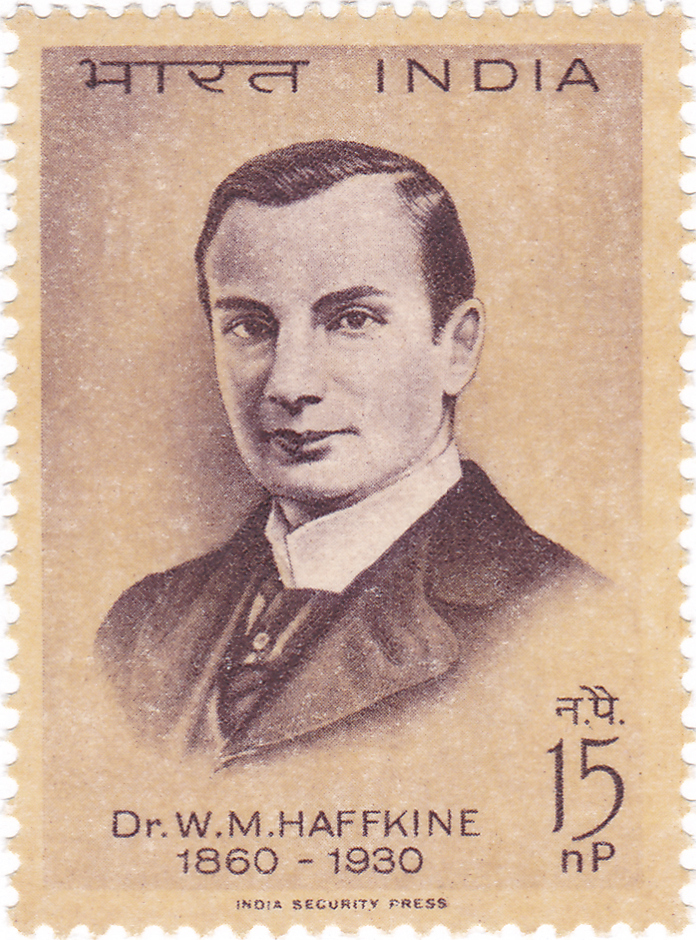
Haffkine on a 1964 stamp of India

1914年に引退するまでボンベイでのポストを退き、後にカルカッタに移り研究を行っていた。フランスに戻り教壇についたあとスイスのローザンヌで人生最後の年を過ごしている。数々の栄誉と賞を受賞している。1960年代に生誕100周年を記念してイスラエルにハフカイン公園が設立されている。

### ユダヤ教正統派
セルマン・アブラハム・ワクスマンの伝記の中で、ハフカインは人生最期に宗教に没頭したと説明している。また、メッセージも残している。1929年東ヨーロッパでユダヤ人の教育を促進するため、ハフカイン財団を設立した。

## 参照
1. ↑  Igor Lyman, Victoria Konstantinova. The Ukrainian South as Viewed by Consuls of the British Empire (Nineteenth - Early Twentieth Centuries) Volume 1: British Consuls in the Port City of Berdyansk (Kyiv, 2018), p. 117-118, 316-317
2. 1 2  Hawgood, Barbara J (2007). “Waldemar Mordecai Haffkine, CIE (1860–1930): prophylactic vaccination against cholera and bubonic plague in British India”. Journal of Medical Biography 15 (1):  9–19. doi:10.1258/j.jmb.2007.05-59. PMID 17356724.
3. 1 2  Bulloch, W. (1931). “Waldemar Mordecai Wolff Haffkine”. The Journal of Pathology and Bacteriology 34 (2):  125–129. doi:10.1002/path.1700340202.
4. ↑  Hawgood, Barbara J. (2007). “Waldemar Mordecai Haffkine, CIE (1860-1930): prophylactic vaccination against cholera and bubonic plague in British India”. Journal of Medical Biography 15:  9-19.
5. 1 2  Rats, fleas and men; Anthony Daniels on how the secret of bubonic plague was found. by Anthony Daniels. Sunday Telegraph (London). p. 14. 25 August 2002.
6. 1 2 3  Fokin, Sergei I. & Görtz, Hans-Dieter (2009). “Diversity of Holospora bacteria in Paramecium and their characterization”. In Fujishima, Masahiro. Endosymbionts in Paramecium. Microbiology Monographs. Volume 12. Springer. pp. 161–199. ISBN 9783540926771 p. 164–165
7. ↑  Ross, Ronald (1907). “The Inoculation Accident at Mulkowal”. Nature 75 (1951):  486–487. doi:10.1038/075486c0.
8. 1 2  Pestis redux: the initial years of the third bubonic plague pandemic, 1894–1901. Echenberg, Myron. Journal of World History. Pg. 429(21) Vol. 13 No. 2 ISSN 1045-6007. 22 September 2002.
9. ↑  Haffkine Institute- For Training, Research and Testing haffkineinstitute.org, accessed 11 December 2020
10. 1 2  Facts and ideas from anywhere; The amish, body weight, and exercise; obesity related costs; neurologist, author, master of Pembroke college of Oxford University, and breaker of the 4-minute mile record, Bannister, Roger, Sir; Editorial. Roberts, William Clifford. Baylor University Medical Center Proceedings. Pg. 377(9) Vol. 17 No. 3 ISSN 0899-8280. 1 July 2004.
11. ↑  Lutzker, Edythe (1978-01-01). “Cameron Prizewinner: Waldemar M. Haffkine, C. I. E.” (英語). Clio Medica : Acta Academiae Internationalis Historiae Medicinae 13:  269–276. doi:10.1163/9789004418257_030.
12. ↑  Practical bacteriology, microbiology and serum therapy (medical and veterinary) - インターネットアーカイブ内のオープンライブラリ, p. 468
13. ↑  Haffkine's plague vaccine - インターネットアーカイブ内のオープンライブラリ
14. ↑  History. Birmingham University School of Cancer Sciences www.pathology.bham.ac.uk, accessed 11 December 2020
15. ↑  “W.M. Haffkine collection [microfilm 1892–1930]”.   National Library of Medicine. 2020年12月12日閲覧。
16. ↑  Douillet, Claudine. “Livre juif : Waldemar Mordekhai Haffkine Biographie intellectuelle | LeMonde.co.il”. 2016年12月13日閲覧。
17. ↑  A Plea for Orthodoxy; reprinted from The Menorah Journal Méhul, Etienne Nicolas. Joseph and his brethren : opera in three acts ([19?]). London : Breitkopf & Härtel, p. 13
18. ↑  Waksman, Selman Abraham. 1964. The brilliant and tragic life of W.M.W. Haffkine, bacteriologist. Rutgers University Press. p. 75; 77